# Tall Sallur
Tall Sallur (arab. تل سلور) – wieś w Syrii, w muhafazie Aleppo, w dystrykcie Afrin. W 2004 roku liczyła 533 mieszkańców.